# Juan Banderas

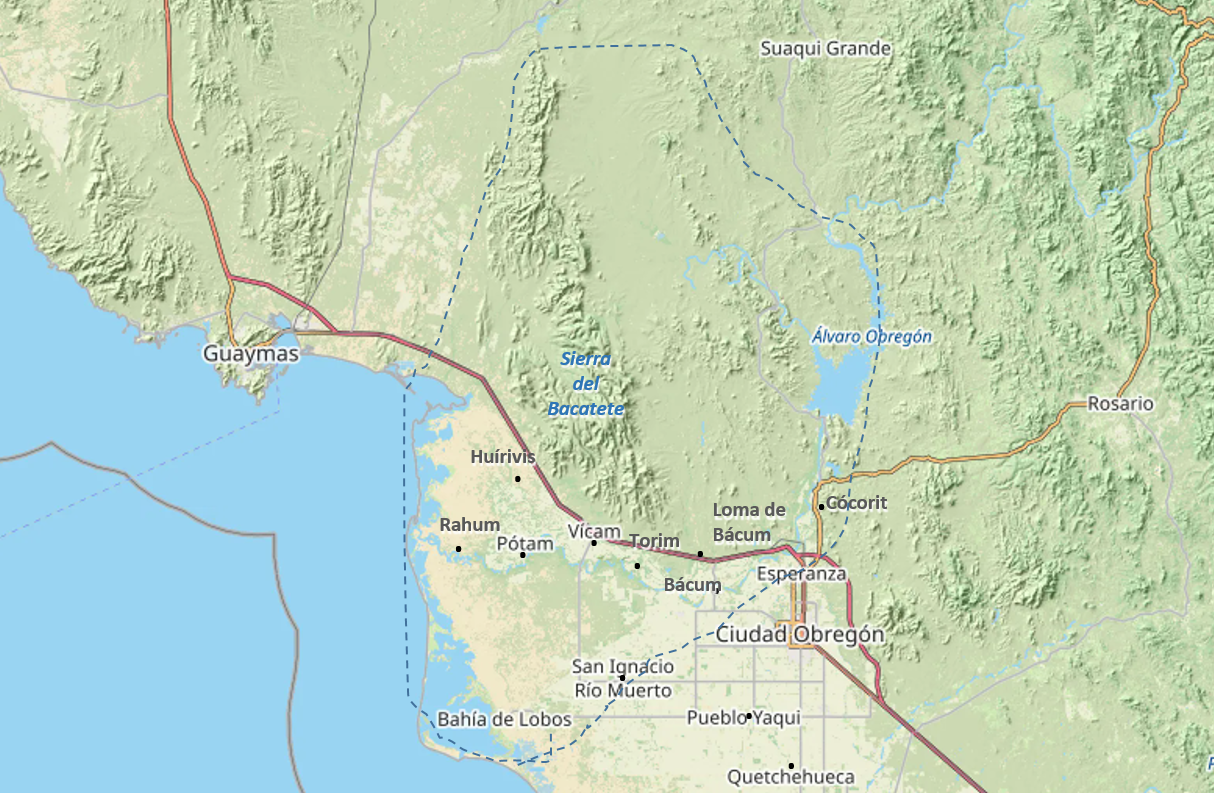
Nación Yaqui

Juan Ignacio Jusacamea ( ¿? Bacatete, Guaymas - 1833 Arizpe, Sonora) llamado Juan Banderas ó "El Yaqui", fue un líder indígena que acaudilló el  primero de los  levantamiento en las guerras de los yaquis en contra del recién creado estado Mexicano. El apodo de «Banderas» se le dio porque solía llevar consigo un estandarte de la Virgen de Guadalupe a bandera tomada de una iglesia católica.
Banderas fue un líder sucesor de Juan Calixto y primer rebelde en buscar independizar la región yaqui y realizar una confederación indígena para lo cual convocó y fue capaz de convencer a los yaquis, mayos, ópatas y pimas para unirse a la guerra contra los mexicanos, convirtiéndose en su líder durante parte de los Levantamientos Yaquis, concretamente desde 1825 hasta 1833. 
En 1825 se hallaba el deseo de los blancos de apropiarse de las tierras comunales que hasta entonces había protegido la ley colonial, incluyendo las fértiles riberas del Yaqui. Adicionalmente el gobierno mexicano decretó que los impuestos debían ser pagados por todos los habitantes de México, lo cual incluía a los pueblos indígenas, esto levantó mucha indignación entre los indígenas de Sonora, que no se sentían parte del recién creado Estado de Occidente. En la Constitución estatal se establecía que el Congreso quedaba facultado para ‘‘arreglar’’ los límites de los terrenos de los ‘‘ciudadanos indígenas’’. Quisieron hacer realidad el cobro de los impuestos y deslindar las tierras yaquis para que más colonos europeos pudieran ocuparlas, los yaquis sintieron que se acercaba el final de su soberanía. Este intento y la torpeza con que fue llevado por las autoridades estatales la intervención en asuntos comunales motivaron un conflicto, sólo precedido por la insurrección ópata dirigida por Juan Dórame meses atrás por lo que comenzaron protestas y enfrentamientos, ya en 1825, fuerzas indígenas contra las mexicanas que duraría 8 años, de manera tal que el ejército y poderes federales tuvieron que intervenir.  Múltiples cartas se extienden a casi todo el año de 1825, fueron compartidas entre las autoridades civiles y militares y el Ministerio de Justicia y Negocios Eclesiásticos. 
En marzo de 1826, cerca de Álamos, Robert William Hale Hardy, encontró gente que huía, del avance de los rebeldes, que estaban diseminados en la región. La zona estaba controlada por el líder yaqui Juan Banderas y abarcaba desde San Miguel Horcasitas y Tepache (más de cien kilómetros al norte y noreste de Pitic) hasta El Fuerte en Sinaloa (unos setenta kilómetros al sur de Álamos). En las poblaciones se había establecido un sistema de vigilancia y alarma permanente, por las partidas de indígenas solían caer de manera imprevista y causar estragos. Derrotaron al coronel Guerrero en San Vicente, despistando al General Figueroa.
El 6 de abril de 1826, se encendió la alarma por la venida de los yaquis, los cuales para junio ya habían ocupado los caminos y cortado comunicaciones. Enfrentó al jefe Cienfuegos quien encabezó una rebelión interna Banderas, a quien también derrotó. Banderas es elogiado por Hardy en sus escritos, a quien también dice que, con esta guerra, los yaquis consolidaron su espacio y su identidad étnica, al que consideró “pueblo útil, laborioso y pacífico por naturaleza’’.
En 1827 las fuerzas de Banderas sufrieron la derrota debido al uso de, principalmente, arcos y flechas contra los cañones mexicanos. Banderas negoció luego una paz en la que fue indultado y se convirtió en el capitán general de los pueblos yaquis. Ignacio Zúñiga lo describe de la siguiente manera: “hombre de genio para manejar y entusiasmar a sus secuaces, dotado de imaginación fogosa, de elocuencia y de un gran talento” para lo cual apelaban al derecho a la autodeterminación étnica e integridad territorial junto con la expulsión de los yoris de su territorio oponiéndose al decreto de 1828, que supeditaba la jurisdicción de los ocho pueblos al presidio de Buenavista y promovía la colonización del territorio yaqui. Juan tenia ciertos vínculos los sacerdotes Manuel Pérez y Pedro Leyva, los cuales luchaban y se sumaban por los mismos ideales. 
En 1829 el Estado de Occidente instituyó un nuevo plan para imponer el pago de impuestos al pueblo yaqui, así como para ocupar sus tierras. Esta vez Banderas decidió esperar hasta que tuviera mejores armas para actuar. En 1831 Juan continuó como capitán general; en julio se realizaron elecciones en Sonora, para cambiar las autoridades en el Valle del Yaqui y quitar a Banderas de su cargo, asunto que Juan desconoce y se niega a dejar el cargo. La Constitución del estado de Sonora de 1831 ratificó y amplió las facultades estatales para intervenir en los asuntos de los pueblos indígenas.
En 1832 tenía ya suficientes armas y pólvora para aventurar cierto éxito en la guerra con los mexicanos. Al mando de una fuerza de 1.000 hombres que incluían también a ópatas bajo el mando de Dolores Gutiérrez, y en 1833 Lorenzo Escalante logró capturar a Banderas en Soyopa, de donde fue conducido a Arizpe, para después de juicio sumario, fue fusilado.
La importancia de la figura de Juan Banderas fue motivo de análisis para historiadores y antropólogos que fueron plasmados en el libro “Los Yaquis. Historia de una cultura” de Edward H. Spicer (1994), en el cual a explican tópicos como la construcción de los conceptos pueblo y nación en el Yaqui, la relación de los indios con el clero y la incomprensión de las culturas respecto a redes de significados que les son ajenas, entre muchos otros.